# 태양의 이면
"태양의 이면"은 2006년 제작된 대한민국의 드라마 영화이다.

## 캐스팅
- 이규한 : 수현 역
- 권민 : 세진 역
- 한여름 : 미나 역
- 최반야 : 세희 역
- 김윤성 : 정배 역
- 이철민 : 사채 역
- 유지현 : 소녀 역
- 장선호 : 마담 역